# Предсказание (фильм, 2006)
«Предсказание» (англ. Saawan: The Love Season, досл.: «Саван: сезон любви») — индийская мелодрама, снятая на языке хинди и вышедшая в прокат 7 апреля 2006 года. Съёмки проводились в Дубае (ОАЭ) и Кейптаунe (ЮАР).

## Сюжет
Каджал (Салони Асвани) и Радж (Капил Джхавери) случайно знакомятся на дискотеке и выигрывают конкурс как лучшая танцевальная пара. После этого Радж чувствует влюблённость и пытается добиться взаимности от упрямой Каджал, которая устраивает ему один экзамен за другим. Наконец, убедившись в его чувствах, она соглашается выйти за него замуж. Во время подготовки к свадьбе Каджал встречает странного незнакомца (Салман Хан), который спасает ей жизнь во время аварии. Он говорит ей, что её отец умрёт в её День рождения. Каджал считает его сумасшедшим и не придаёт значения его словам, но когда его предсказание сбывается, она снова вспоминает о нём. После этого она встречает незнакомца ещё несколько раз в сложных ситуациях и убеждается в том, что он обладает даром предвидения. Однажды, снова встретив его на улице, она следует за ним и просит его рассказать ей о её будущем. Он пытается отговорить её, но увидев её настойчивость, сообщает ей, что следующая пятница станет днём её смерти. Однако он скрывает, что единственной возможностью избежать её смерти является его собственная смерть.

## В ролях
- Салман Хан — незнакомец Бхагван
- Салони Асвани — Каджал Ф. Капур
- Капил Джхавери — Радж
- Прем Чопра — Факирчанд «Факки Каппар» Капур
- Ранджит — отец Раджа
- Шила Дэвид — мама Ранджа
- Джонни Левер — Фансух
- Бобби Дарлинг — поклонник Фансуха
- Киран Ратод
- Джавед Акбар — врач
- Сапна — сестра Каджала

## Критика
Таран Адарш из IndiaFM поставил фильму 1 из 5, написав: «В целом, „Предсказание“ — это слабая работа, которая имеет некоторый успех на небольших экранах и в поясе хинди, в основном благодаря присутствию Салмана. И всё!». Пэтси Н. из Rediff также поставила фильму 1 из 5, написав: «„Предсказание“ полон недостатков. Он также плохо написан и плохо срежиссирован. Хореография терпима, но музыка ужасна. Два новичка — Асвани и Джхавери — показали неплохую игру».